# Pupčana vrpca
Pupčana vrpca, pupkovina, pupkov tračak ili pupčanik (lat. funiculus umbilicalis) je krvožilni tračak koji povezuje plod s posteljicom. Tijekom prenatalnog razvoja, pupčana vrpca je fiziološki i genetički dio fetusa i (kod čovjeka) obično sadrži dvije arterije (pupčane arterije) i jednu venu (pupčana vena), koje su uložene u Whartonovu sluz. Pupčana vena opskrbljuje plod oksigeniranom, hranjivim tvarima bogatom krvlju iz posteljice. Obrnuto, fetalno srce pumpa deoksigeniranu krv, koja se kroz pupčane arterije vraća natrag u posteljicu.
Krv iz pupkovine je bogat i dostupan izvor primitivnih, nediferenciranih matičnih stanica (CD34-pozitivne i CD38-negativne). Ove stanice se koriste za liječenje različitih hematoloških bolesti kao što su leukemija i limfom.

## Fiziologija

### Razvoj i sastav
Pupčana vrpca se razvija iz izvanembrijskog mezoderma u koji uraste alantois i priključi mu se ostatak žumanjčane vreće. Oblikuje se u petom tjednu gestacije, nadomještajući žumanjčanu vreću kao izvor hranjivih tvari potrebnih embriju.  Nije izravno povezana s majčinim krvožilnim sustavom, nego s njime komunicira preko posteljice, koja prenosi tvari iz majčina u fetalni krvotok i obrnuto, ne dopuštajući miješanje krvi. Duljina pupčane vrpce otprilike je jednaka udaljenosti tjeme-trtica (CRL) tijekom trudnoće. Kod novorođenčeta je obično duga 50-60 centimetara, a promjer joj je otprilike 1-2 centimetra. Pupčana arterija ima dva glavna sloja: vanjski sloj koji se sastoji od kružno poredanih stanica glatkog mišićnog tkiva i unutarnji sloj nepravilno i labavo poredanih stanica ugrađenih u obilnu želatinoznu supstancu. Glatke mišićne stanice su slabo diferencirane i sadrže samo nekoliko sićušnih miofilamenata i zato vjerojatno ne doprinose aktivno postnatalnom zatvaranju.
Pupčana vrpca sadrži Whartonovu sluz, želatinastu tvar koja štiti pupčane žile u unutrašnjosti i uglavnom je sastavljena od mukopolisaharida. Sadrži jednu venu, koja nosi oksigeniranu krv bogatu hranjivim tvarima do fetusa, i dvije arterije, kojima teče deoksigenirana krv. Ponekad u pupčanoj vrpci znaju biti prisutne samo dvije krvne žile (jedna vena i jedna arterija), što može, ali i ne mora, biti znak abnormalnosti fetusa.
Obično venama teče deoksigenirana krv, a arterijama deoksigenirana (jedine iznimke su plućne vene i plućne arterije, koje povezuju pluća sa srcem). Međutim, pupčana vena i arterije nose ove nazive zato što pupčana vena nosi krv prema fetalnom srcu, dok pupčane arterije odnose krv.
Protok krvi kroz pupčanu vrpcu iznosi približno 35 mL/min u 20. tjednu i 240 mL/min u 40. tjednu trudnoće.

### Povezanost s fetalnim krvotokom
Pupčana vrpca ulazi u plod preko abdomena, u točki u kojoj će nakon odvajanja nastati pupak. Unutar ploda pupčana vena ide dalje prema jetrenim vratima (porta hepatis), gdje se grana na dva ogranka. Jedan od tih ogranaka se spaja s vena portae hepatis, koja nosi krv u jetru. Drugi ogranak (poznat kao ductus venosus) zaobilazi jetru i ulijeva se u donju šuplju venu, koja nosi krv prema srcu. Dvije plućne arterije granaju se iz unutarnje ilijačne arterije i odlaze s obje strane mokraćnog mjehura u pupčanu vrpcu, da bi na kraju otišle u posteljicu.

## Stezanje i rezanje
Pupčana vrpca se može prerezati u različitim trenucima; međutim, pokazalo se najboljim prerezati pupkovinu barem minutu nakon rođenja zato što se u suprotnome ugrožava zdravlje novorođenčeta. Nakon stezanja slijedi rezanje vrpce, koje je bezbolno jer nema živaca. Pupčana vrpca je vrlo tvrda, pa njezino rezanje zahtjeva upotrebu vrlo oštrog instrumenta. Rezanje se može odgoditi do trenutka kad pupkovina prestane pulsirati (5–20 minuta nakon rođenja), kada nema značajnog gubitka ni venske ni arterijske krvi tijekom rezanja. Prema Američkom udruženju ginekologa i opstetričara, trenutni dokazi niti podržavaju niti zabranjuju kasno rezanje pupčane vrpce. Patrljak pupčane vrpce prisutan je u novorođenčeta najčešće do 10 dana, kada se potpuno osuši i otpada.

## Galerija
- šematski prikaz kasnog stadija razvoja pupčane vrpce
- plod u maternici star 5–6 mjeseci
- šematski prikaz posteljičnog krvotoka
- novorođenče s neprerezanom pupčanom vrpcom
- pupčani patrljak novorođenčeta starog tjedan dana